# Johannes Nolten, Jr.
Johannes Nolten, Jr. (ur. 5 listopada 1908 w Amsterdamie, zm. 7 lutego 1974 w Lejdzie) – holenderski zapaśnik walczący w stylu klasycznym. Olimpijczyk z Amsterdamu 1928, gdzie zajął czternaste miejsce w wadze piórkowej.
Był synem Johannesa Noltena Sr.’a, zapaśnika i olimpijczyka z Antwerpii 1920.

## Turniej wAmsterdamie 1928
| Konkurencja          | Walki                       | Walki                    | Klas. końcowa |
| Konkurencja          | Przeciwnik I                | Przeciwnik II            | Miejsce       |
| -------------------- | --------------------------- | ------------------------ | ------------- |
| 62 kg styl klasyczny | Aleksanteri Toivola (FIN) P | Gerolamo Quaglia (ITA) P | 14.           |